# Burgstall Wenigmünchen
Der Burgstall Wenigmünchen bezeichnet eine abgegangene hoch- oder spätmittelalterliche Höhenburg bei 515 m ü. NN 140 m südwestlich der Pfarrkirche St. Michael und auf dem Kalvarienberg (Kalvarienbergstraße 4) in Wenigmünchen, einem Ortsteil der Gemeinde Egenhofen im Landkreis Fürstenfeldbruck in Bayern.

## Geschichte
Hier war die ortsadeligen Herren von München angesiedelt, von denen 1158 ein „Altmann de Munichin“ genannt wird.

## Beschreibung
Von der ehemaligen Burganlage ist außer einer künstlichen Aufschüttung nichts erhalten, heute ist die Stelle als Bodendenkmal D-1-7733-0257 „Burgstall des hohen und späten Mittelalters“ vom Bayerischen Landesamt für Denkmalpflege erfasst.